# Carte de Madaba

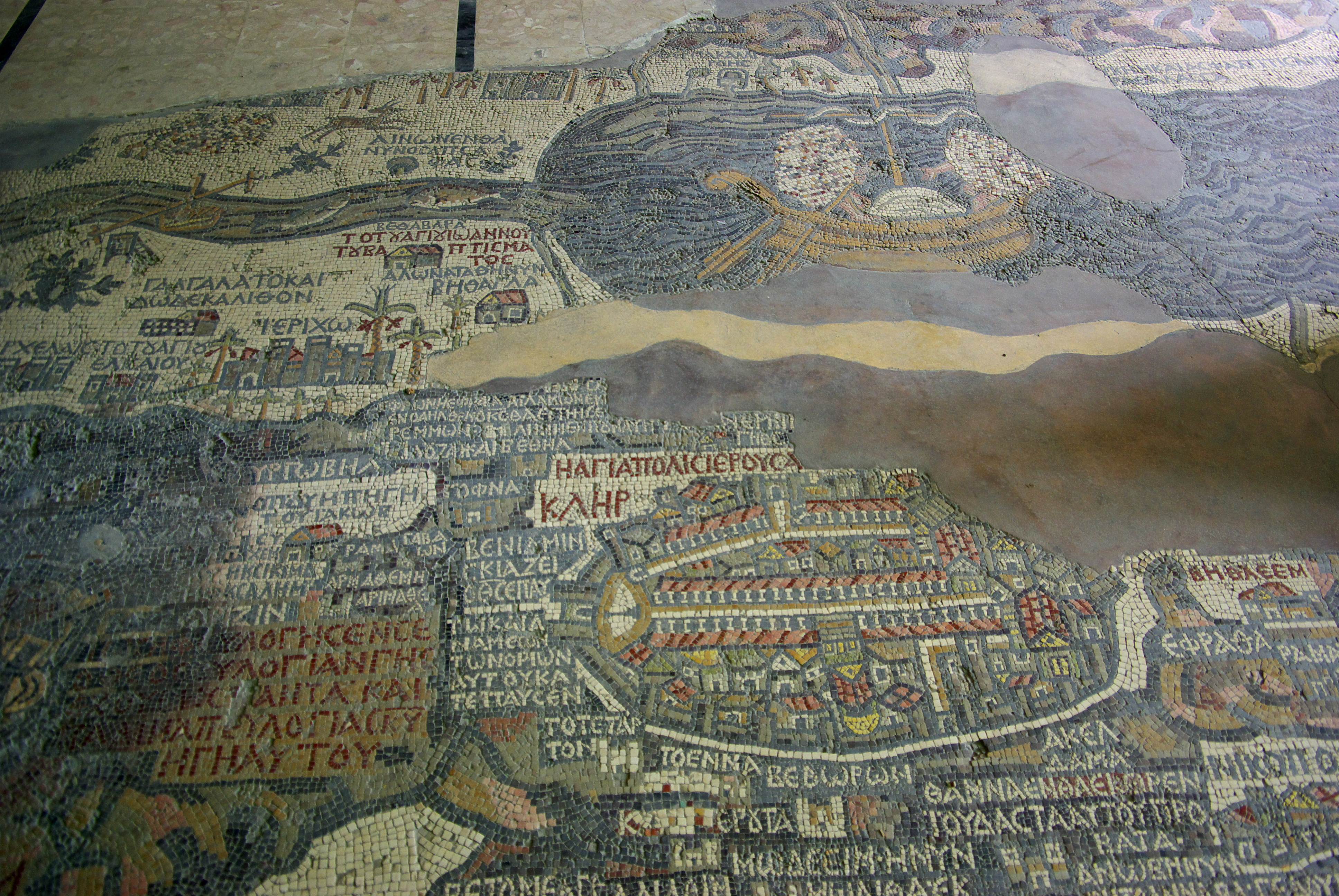
Partie gauche de la carte.

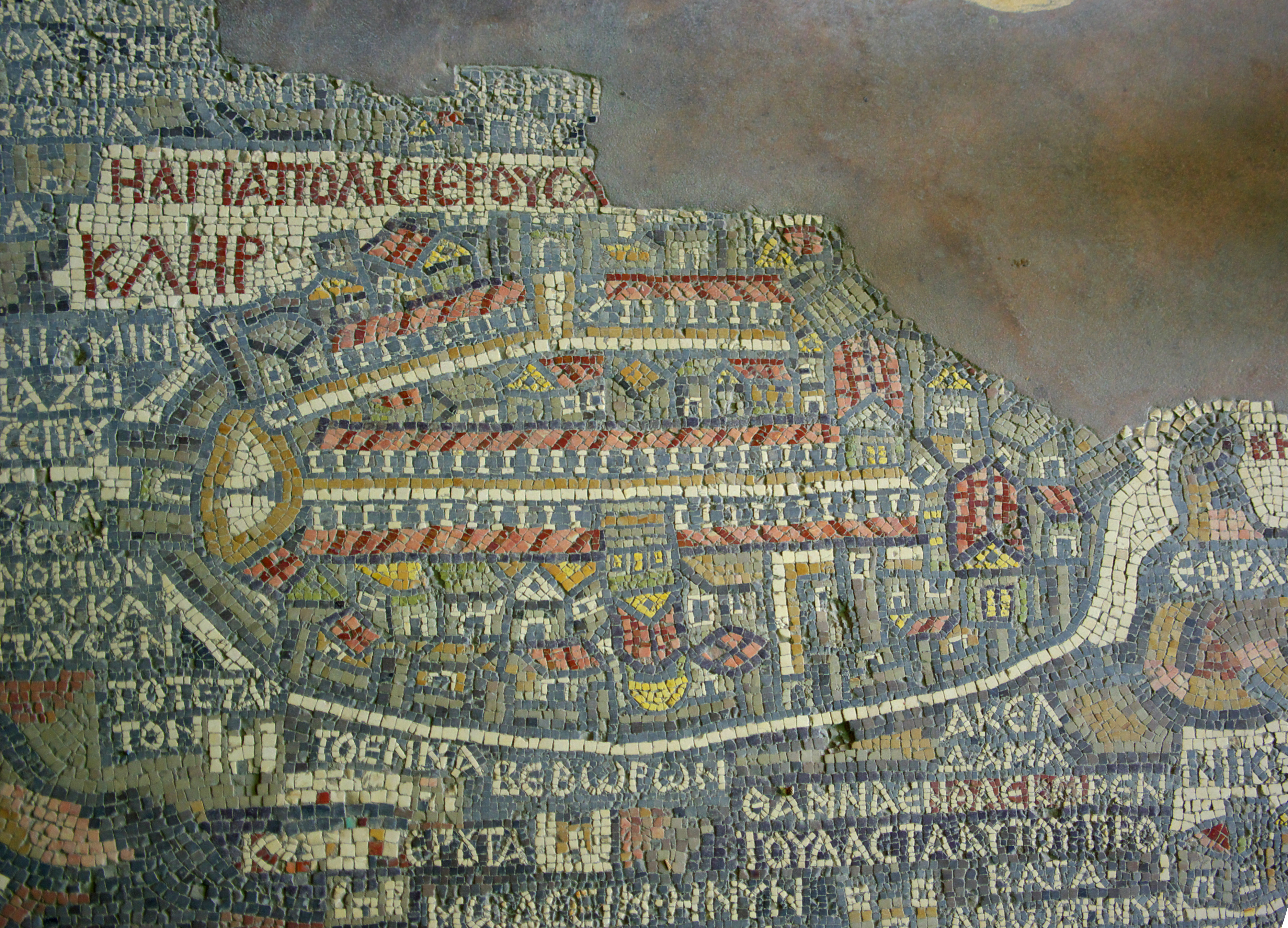
Jérusalem sur la carte.

La carte de Madaba ou mosaïque de Madaba est une mosaïque dans l'église Saint-Georges de Madaba, en Jordanie. Elle est connue pour être la plus ancienne représentation cartographique qui nous soit parvenue de la Terre sainte et en particulier de Jérusalem, et de la Décapole. Elle date de la fin du VIe siècle.

## Histoire
La carte montre l'église Néa Ecclésia à Jérusalem. Procope de Césarée évoque cette église et précise qu'elle a été construite par Justinien, donc entre 527, début du règne de celui-ci, et 561, date d'écriture de l'ouvrage. Cependant, on dispose d'informations encore plus précises, grâce à une inscription dédicatoire en grec gravée dans un réservoir sous l'église elle-même : « C'est là l'ouvrage que notre très pieux empereur Flavius Justinien a fait réaliser avec munificence, sous les auspices du très saint Constantin, prêtre et hegumen, en [l'an] 13 de l'indiction, ». Donc la mosaïque est postérieure à 550, treizième année de l'indiction commencée en 536.
De plus, l'activité architecturale a été particulièrement développée à Madaba sous l'évêque Jean IV, entre 576 et la fin du siècle ; enfin, d'autres éléments comme la technique utilisée amènent à penser que la mosaïque date de la fin du VIe siècle,.
La mosaïque a été réalisée par des artistes inconnus, probablement sur l'initiative de la communauté chrétienne de la ville de Madaba qui était un évêché durant l'ère chrétienne byzantine. Au VIIIe siècle, les chefs musulmans ummayades font enlever certains des éléments figuratifs. En 614, Madaba est conquise par les Perses. En 746, la ville est fortement endommagée par un tremblement de terre. La ville, désormais vide d'habitants, décline.
En 1894, la mosaïque est retrouvée lors de travaux pour la construction d'un lieu de culte orthodoxe à l'emplacement de l'ancienne église byzantine. Dans les décennies qui suivirent, certaines parties de la mosaïque furent endommagées par des incendies, des éboulements, par l'action de l'eau et de l'humidité. En décembre 1964, la fondation Volkswagen met à disposition 90 000 DM pour la restauration de la mosaïque. Le directeur du rheinisches Landesmuseum de Trèves, Heinz Cüppers, et le spécialiste de l'Ancien Testament Herbert Donner mènent, de septembre à novembre 1965, les travaux urgents de restauration et de conservation des parties subsistantes de la mosaïque.

## Description
La mosaïque au sol se trouve devant l'abside de l'église Saint-Georges de Madaba, et n'est pas orientée vers le nord mais vers l'est, de sorte que la position du lieu sur la carte corresponde aux directions réelles du ciel. À l'origine, la mosaïque mesurait 21 m sur 7 et se composait de plus de deux millions de tesselles. La taille actuelle est de 16 m sur 5.

### Représentation topographique
La carte représente un territoire allant, au nord, du Liban, jusqu'au delta du Nil en Égypte au sud, et de la mer Méditerranée jusqu'aux déserts orientaux. La carte montre entre autres la Mer Morte avec deux bateaux ; des ponts, qui relient les rives du Jourdain, dans lequel nagent des poissons, qui refluent de la Mer Morte ; un lion - rendu presque méconnaissable par des tesselles volontairement ajoutées par des iconoclastes -, qui chasse une gazelle dans le désert du Moab ; la ville de Jéricho, marquée par les palmiers, Bethléem, et d'autres lieux bibliques.

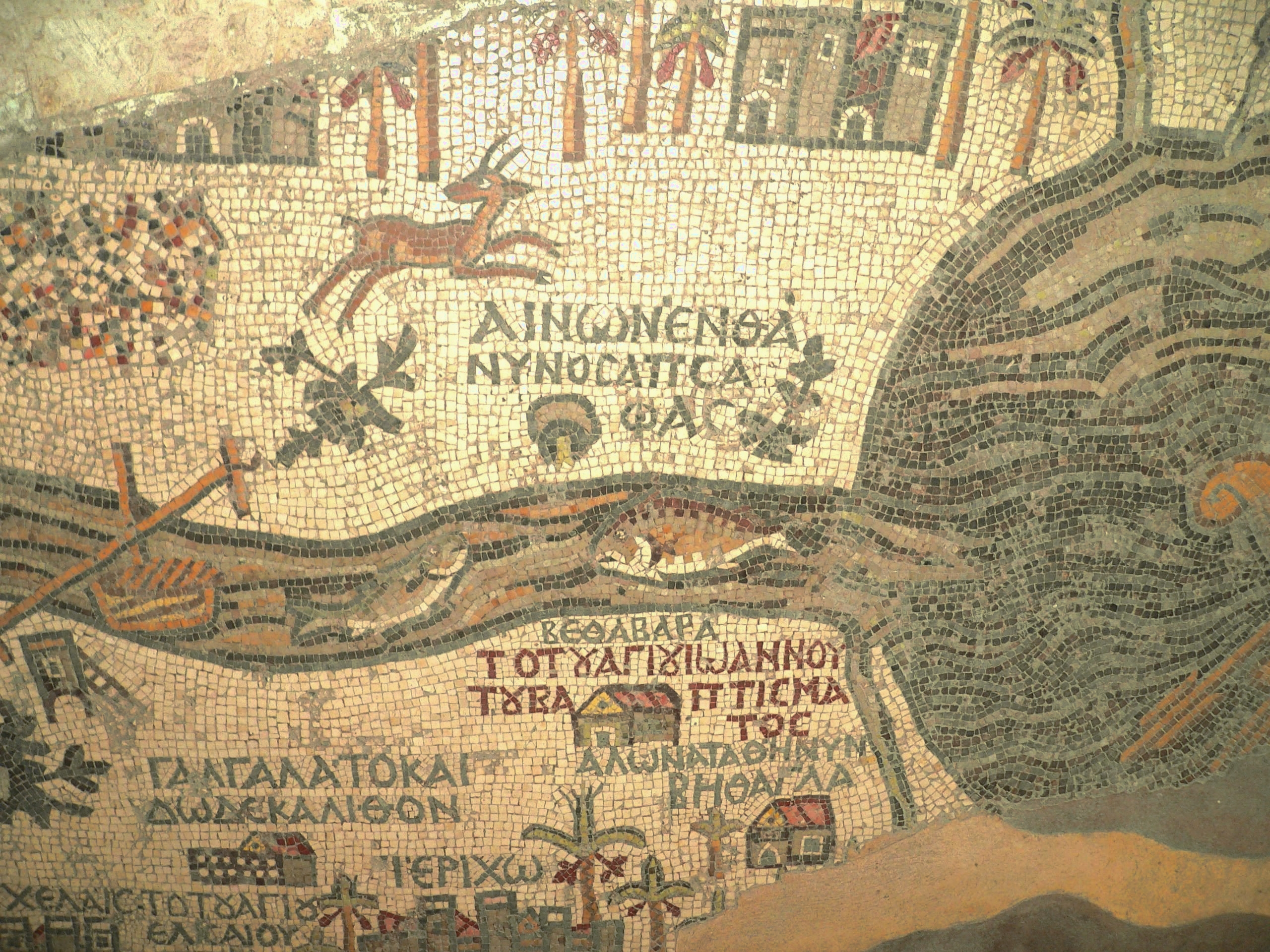
La carte retient deux lieux où serait « Ænon où Jean baptisait ». Celui représenté ici (appelé Sapsaphas au VI) est considéré comme improbable par les historiens, qui retiennent Ænon près de la ville de Salim en Samarie, comme l'indique l'évangile attribué à Jean. Ce lieu correspond mieux au deuxième site appelé « Ænon près de Salem qui est aussi Saloumias ». On voit aussi un lion (rendu méconnaissable) chassant une gazelle.

La carte servait à aider les pèlerins à s'orienter en Terre Sainte. Tous les éléments géographiques sont légendés avec des explications en grec. Dans une combinaison de perspective cavalière et de vue cartographique, 156 villes et villages sont représentés et nommés sur la carte.
L'élément le plus étendu et le plus détaillé est la représentation topographique de Jérusalem, au centre de la carte. La mosaïque montre, bien reconnaissables, quelques édifices significatifs de la vieille ville de Jérusalem : la porte de Damas, la porte du Lion, la porte dorée, la porte de Sion, le Saint-Sépulcre, la Tour de David et le cardo. La topographie précise de la ville fait de la carte de Madaba un des témoins les plus importants de la Jérusalem byzantine. De même, les représentations détaillées des villes de Flavia Neapolis (Naplouse), Ashkelon, Gaza, Péluse et Al-Karak sont uniques et leur qualité égale presque celle d'un plan de ville.

## Importance scientifique
La carte de Madaba est la première mosaïque géographique de l'histoire de l'art. Elle est d'une grande importance pour l'identification des lieux bibliques et la vérification de leur existence. Ainsi, l'étude de la carte a contribué à résoudre la question de la localisation d'Askalon (sur la carte « Asqalan »).
En 1967, des fouilles archéologiques ont mis au jour l'église Nea et le cardo maximus dans le quartier juif de Jérusalem, à l'endroit où les représentait la carte de Madaba.

## Copies de la mosaïque
Une copie de la mosaïque de Madaba se trouve dans la collection de l'institut archéologique de l'Université de Göttingen. Elle a été réalisée en 1965 par les archéologues du rheinisches Landesmuseum de Trèves lors des travaux de restauration à Madaba. Une autre reproduction de la carte, qui a été élaborée par les étudiants de la Madaba Mosaic School, est exposée au foyer de l'akademisches Kunstmuseum à Bonn. Une troisième reproduction est exposée dans le "cardo" hiérosolomytain, zone du quartier juif reconstruit ("mosaic enlarged by Noami Hanreck (2:1 scale) 1983").

## Source
- (de) Cet article est partiellement ou en totalité issu de l’article de Wikipédia en allemand intitulé « Mosaikkarte von Madaba » (voir la liste des auteurs).